# Giovanni Farina (calciatore 1902)
Giovanni Farina (Milano, 13 ottobre 1902 – ...) è stato un calciatore italiano, di ruolo difensore.

## Statistiche

### Presenze e reti nei club
| Stagione        | Club             | Campionato      | Campionato | Campionato |
| Stagione        | Club             | Comp            | Pres       | Reti       |
| --------------- | ---------------- | --------------- | ---------- | ---------- |
| 1921-1922       | Inter            | Prima Categoria | 7          | 0          |
| 1922-1923       | Inter            | Prima Divisione | 4          | 0          |
| 1923-????       | Canottieri Lecco | Prima Divisione | ?          | ?          |
| Totale Inter    | Totale Inter     |                 | 11         | 0          |
| Totale carriera | Totale carriera  |                 | 11+        | 0+         |